# Wiewiórka
Wiewiórka (Sciurus) – rodzaj ssaków z podrodziny wiewiórek (Sciurinae) w obrębie rodziny wiewiórkowatych (Sciuridae).

## Rozmieszczenie geograficzne
Rodzaj obejmuje gatunki występujące w Eurazji i Ameryce.

## Morfologia
Długość ciała (bez ogona) 140–560 mm, długość ogona 119–340 mm; masa ciała 100–1400 g.

## Systematyka
Rodzaj zdefiniował w 1758 roku szwedzki przyrodnik Karol Linneusz w 10. wydaniu Systema Naturae, książce swojego autorstwa poświęconej systematyce zwierząt, roślin i minerałów. Linneusz wymienił kilka gatunków – Sciurus flavus Linnaeus, 1758 (nomen dubium), Sciurus volans Linnaeus, 1758, Sciurus niger Linnaeus, 1758, Sciurus cinereus Linnaeus, 1758, Sciurus vulgaris Linnaeus, 1758, Sciurus striatus Linnaeus, 1758 i Sciurus getulus Linnaeus, 1758 – z których gatunkiem typowym jest (Linneuszowska tautonimia)  Sciurus vulgaris Linnaeus, 1758 (wiewiórka ruda).

### Etymologia
- Sciurus: łac. sciurus ‘wiewiórka’, od gr. σκίουρος skiouros ‘wiewiórka’[27].
- Guerlinguetus: nazwa Guerlinguet używana przez francuskich osadników w Gujanie i zaadaptowana przez de Buffona w 1789 roku[28]. Gatunek typowy (oznaczenie monotypowe): Sciurus guerlinguetus J.E. Gray, 1821 (= Sciurus aestuans Linnaeus, 1766).
- Macroxus i Macroschus: etymologia niejasna, F. Cuvier nie wyjaśnił pochodzenia nazwy[29], być może od gr. μακρος makros ‘długi’[30]; οξυς oxus ‘ostry’[31]. Gatunek typowy: Cuvier wymienił dwa gatunki – Sciurus bivittatus A.G. Desmarest, 1822 i Æsciurius stuans F. Cuvier, 1825 (= Sciurus aestuans Linnaeus, 1766) – nie wskazując gatunku typowego; gatunkiem typowym jest (późniejsze oznaczenie)[32] – Sciurus aestuans Linnaeus, 1766.
- Echinosciurus: gr. εχινος ekhinos ‘jeż’; σκιουρος skiouros ‘wiewiórka’[33]. Gatunek typowy (oryginalne oznaczenie): Sciurus hypopyrrhus Wagler, 1831 (= Sciurus aureogaster F. Cuvier, 1829).
- Neosciurus: gr. νεος neos ‘nowy’; rodzaj Sciurus Linnaeus, 1758[34]. Gatunek typowy (oryginalne oznaczenie): Sciurus carolinensis J.F. Gmelin, 1788.
- Parasciurus: gr. παρα para ‘blisko’; rodzaj Sciurus Linnaeus, 1758[35]. Gatunek typowy (oznaczenie monotypowe): Sciurus niger Linnaeus, 1758.
- Aphrontis: gr. αφροντις aphrontis ‘wolny od opieki’[36]. Gatunek typowy (oznaczenie monotypowe): Sciurus vulgaris Linnaeus, 1758.
- Araeosciurus: gr. αραιος araios ‘smukły’; rodzaj Sciurus Linnaeus, 1758[37]. Gatunek typowy (oryginalne oznaczenie): Sciurus oculatus W.C.H. Peters, 1863.
- Baiosciurus: gr. βαιος baios ‘mały’; rodzaj Sciurus Linnaeus, 1758[38]. Gatunek typowy (oryginalne oznaczenie): Sciurus deppei W.C.H. Peters, 1863.
- Hesperosciurus: gr. ἑσπερος hesperos ‘zachodni’; rodzaj Sciurus Linnaeus, 1758[39]. Gatunek typowy (oryginalne oznaczenie): Sciurus griseus Ord, 1818.
- Otosciurus: gr. ους ous, ωτος ōtos ‘ucho’; rodzaj Sciurus Linnaeus, 1758[40]. Gatunek typowy (oryginalne oznaczenie): Sciurus aberti S.W. Woodhouse, 1852.
- Mamsciurus: modyfikacja zaproponowana przez meksykańskiego przyrodnika Alfonso Luisa Herrerę w 1899 roku polegająca na dodaniu do nazwy rodzaju przedrostka Mam (od Mammalia)[41].
- Tenes: etymologia niejasna, Thomas nie wyjaśnił znaczenia nazwy rodzajowej[13]. Gatunek typowy (oznaczenie monotypowe): Sciurus persicus O. Thomas, 1909 (= Sciurus anomalus Güldenstaedt, 1775).
- Notosciurus: gr. νοτος notos ‘południe’[42]; rodzaj Sciurus Linnaeus, 1758[14]. Gatunek typowy (oryginalne oznaczenie): Notosciurus rhoadsi J.A. Allen, 1914 (= Sciurus granatensis von Humboldt, 1811).
- Hadrosciurus: gr. ἁδρος hadros ‘gruby’[43]; rodzaj Sciurus Linnaeus, 1758[15]. Gatunek typowy (oryginalne oznaczenie): Sciurus flammifer O. Thomas, 1904.
- Histriosciurus: łac. histrio, histrionis ‘arlekin, aktor’[44]; rodzaj Sciurus Linnaeus, 1758[16]. Gatunek typowy (oryginalne oznaczenie): Sciurus gerrardi J.E. Gray, 1861 (= Sciurus granatensis von Humboldt, 1811).
- Leptosciurus: gr. λεπτος leptos ‘delikatny, drobny’[45]; rodzaj Sciurus Linnaeus, 1758[17]. Gatunek typowy (oryginalne oznaczenie): Sciurus rufoniger Pucheran, 1845 (= Macroxus pucheranii Fitzinger, 1867).
- Mesosciurus: gr. μεσος mesos ‘środkowy, pośredni’[46]; rodzaj Sciurus Linnaeus, 1758[18]. Gatunek typowy (oryginalne oznaczenie): Sciurus aestuans Linnaeus, 1766.
- Simosciurus: gr. σιμος simos ‘zgięty w górę, zadarty nos’[47]; rodzaj Sciurus Linnaeus, 1758[19]. Gatunek typowy: Sciurus stramineus Eydoux & Souleyet, 1841.
- Urosciurus: gr. ουρα oura ‘ogon’[48]; rodzaj Sciurus Linnaeus, 1758[20]. Gatunek typowy: Sciurus tricolor[c] von Tschudi, 1845.
- Oreosciurus: gr. ορος oros, ορεος oreos ‘góra’[49]; rodzaj Sciurus Linnaeus, 1758. Gatunek typowy (oryginalne oznaczenie): Sciurus anomalus Güldenstaedt, 1775.

### Podział systematyczny
Sciurus jest parafiletyczny w stosunku do Microsciurus, Syntheosciurus i Rhethrosciurus; zaproponowany podział południowoamerykańskich wiewiórek na rodzaje Guerlinguetus, Hadrosciurus, Notosciurus i Simosciurus opierał się tylko na cechach morfologicznych; zachodzi potrzaba dalszych badań. Do rodzaju należą następujące występujące współcześnie gatunki zgrupowane w kilku podrodzajach:
| Podrodzaj      | Grafika | Gatunek               | Autor i rok opisu               | Nazwa zwyczajowa         | Podgatunki         | Rozmieszczenie geograficzne | Podstawowe wymiary                            | Status IUCN |
| -------------- | ------- | --------------------- | ------------------------------- | ------------------------ | ------------------ | --- | --------------------------------------------- | ----------- |
| Sciurus        |         | Sciurus vulgaris      | Linnaeus, 1758                  | wiewiórka pospolita      | 22 podgatunki      | od Irlandii, Wielkiej Brytanii i Półwyspu Iberyjskiego na wschód przez Eurazję do wybrzeża Oceanu Spokojnego i Japonii; introdukowany na południe od rodzimego zasięgu i na Saint Kitts i Nevis; zakres wysokości: 0–3100 m n.p.m. | DC: 21–25 cm DO: 15–20 cm MC: 235–480 g       | LC          |
| Sciurus        |         | Sciurus meridionalis  | Lucifero, 1907                  |                          | gatunek monotypowy | endemit Włoch: Kalabria i Basilicata; zakres wysokości: 600–1600 m n.p.m. | DC: brak danych DO: brak danych MC: 380–486 g | NT          |
| Sciurus        |         | Sciurus lis           | Temminck, 1844                  | wiewiórka japońska       | gatunek monotypowy | endemit Japonii: Honsiu, Sikoku; dawniej Kiusiu i Awaji (brak obecnych zapisów) | DC: 16–22 cm DO: 13–17 cm MC: 250–310 g       | LC          |
| Sciurus        |         | Sciurus anomalus      | Güldenstaedt, 1775              | wiewiórka kaukaska       | 3 podgatunki       | Grecja (Lesbos), Turcja, Zabajkale, Lewant, północny Irak oraz zachodni i południowy Iran (góry Zagros); zakres wysokości: około 2000 m n.p.m.                                                                                     | DC: 19,2–25 cm DO: 12–16,2 cm MC: 250–410 g   | LC          |
| Hesperosciurus |         | Sciurus aberti        | S.W. Woodhouse, 1853            | wiewiórka frędzloucha    | 6 podgatunków      | Stany Zjednoczone (południowy Wyoming i Utah) na południe do północno-zachodniego Meksyku (Sierra Madre Zachodnia na południe do Durango); introdukowany w innych miejscach w Stanach Zjednoczonych                                | DC: 26–27 cm DO: 21–22 cm MC: 594–619 g       | LC          |
| Hesperosciurus |         | Sciurus griseus       | Ord, 1818                       | wiewiórka popielata      | 3 podgatunki       | zachodnie Stany Zjednoczone (Waszyngton), Oregon i Kalifornia) na południe do Meksyku (skrajnie północna Kalifornia Dolna) | DC: 26–32 cm DO: 24–31 cm MC: 520–942 g       | LC          |
| Neosciurus     |         | Sciurus carolinensis  | J.F. Gmelin, 1788               | wiewiórka szara          | 5 podatunków       | Kanada (Saskatchewan na wschód do Quebecu) i wschodnie Stany Zjednoczone (na południe do wschodniego Teksasu i Florydy); introdukowany w Europie, Południowej Afryce, zachodnich Stanach Zjednoczonych i Kanadzie                  | DC: 20–31 cm DO: 15–25 cm MC: 300–710 g       | LC          |
| Parasciurus    |         | Sciurus niger         | Linnaeus, 1758                  | wiewiórka czarna         | 10 podgatunków     | Kanada (południowy Saskatchewan i południowa manitoba) na południe wzdłuż wschodnich Stanów Zjednoczonych do północno-wschodniego Meksyku (wzdłuż rzeki Rio Grande)                                                                | DC: 26–37 cm DO: 20–33 cm MC: 0,5–1,4 kg      | LC          |
| Parasciurus    |         | Sciurus nayaritensis  | J.A. Allen, 1890                | wiewiórka górska         | 3 podgatunki       | Stany Zjednoczone (góry Chiricahua w południowo-wschidniej Arizonie) i zachodni Meksyk (Sierra Madre Zachodnia od wschodniej Sonory na połudnnie do połnocnej Colimy); zakres wysokości: 1500–2700 m n.p.m.                        | DC: 25–26 cm DO: około 25 cm MC: 669–761 g    | LC          |
| Parasciurus    |         | Sciurus arizonensis   | Coues, 1867                     | wiewiórka arizońska      | gatunek monotypowy | Stany Zjednoczone (południowa Arizona i zachodni Nowy Meksyk) i północno-zachodni Meksyk (północno-środkowa Sonora); zakres wysokości: 1120–2700 m n.p.m.                                                                          | DC: 25–26 cm DO: około 25 cm MC: 667–736 g    | DD          |
| Parasciurus    |         | Sciurus oculatus      | W.C.H. Peters, 1863             | wiewiórka smugowana      | 3 podgatunki       | endemit Meksyku: lasy i jałowe góry południowej Wyżyny Meksykańskiej; zakres wysokości: 1500–3600 m n.p.m. | DC: 51–56 cm DO: 26–27 cm MC: 550–750 g       | LC          |
| Parasciurus    |         | Sciurus alleni        | E.W. Nelson, 1898               | wiewiórka meksykańska    | gatunek monotypowy | endemit Meksyku: wschodnia Coahuila, południowe Nuevo León, zachodni Tamaulipas i północne San Luis Potosí); zakres wysokości: 600–2550 m n.p.m.                                                                                   | DC: 22–25 cm DO: 22–25 cm MC: 290–510 g       | LC          |
| Echinosciurus  |         | Sciurus aureogaster   | F. Cuvier, 1829                 | wiewiórka rudobrzucha    | 2 podgatunki       | wschodni, środkowy i południowy Meksyk (na południe od Nayarit i Tamaulipas) do południowo-zachodniej i południowej Gwatemali | DC: 23–31 cm DO: 21–28 cm MC: 375–690 g       | LC          |
| Echinosciurus  |         | Sciurus colliaei      | J. Richardson, 1839             | wiewiórka stokowa        | gatunek monotypowy | endemit Meksyku: wzdłóż Sierra Madre Zachodniej od Sonory i południowo-zachodniego Chihuahua na południe do Colimy; zakres wysokości: poniżej 2000 m n.p.m.                                                                        | DC: 24–25 cm DO: 24–26 cm MC: 335–441 g       | LC          |
| Echinosciurus  |         | Sciurus variegatoides | W. Ogilby, 1839                 | wiewiórka zmienna        | 15 gatunków        | od skrajnie południowego Meksyku (południowo-wschodni Chiapas) i południowej Gwatemali do zachodniej panamy; zakres wysokości: poniżej 2600 m n.p.m.                                                                               | DC: około 26 cm DO: 26–28 cm MC: 469–537 g    | LC          |
| Echinosciurus  |         | Sciurus yucatanensis  | J.A. Allen, 1877                | wiewiórka jukatańska     | 3 podgatunki       | półwysep Jukatan (Meksyk, Belize i północna Gwatemala) | DC: 20–32 cm DO: 19,4–27 cm MC: 320–540 g     | LC          |
| Echinosciurus  |         | Sciurus deppei        | W.C.H. Peters, 1863             | wiewiórka samotna        | 5 podgatunków      | od wschodniego Meksyku (południowy Tamaulipas) na południe do Gwatemali, Belize, Salwadoru, Hondurasu, Nikaragui i północnej Kostaryki                                                                                             | DC: około 21 cm DO: 17–18 cm MC: 268–287 g    | LC          |
| Incertae sedis |         | Sciurus richmondi     | E.W. Nelson, 1898               | wiewiórka nikaraguańska  | gatunek monotypowy | endemit Nikaragui: lasy deszczowe na centralnych i karaibskich nizinach; zakres wysokości: około 1000 m n.p.m. | DC: 16–22 cm DO: 13–18,4 cm MC: 235–268 g     | NT          |
| Incertae sedis |         | Sciurus granatensis   | von Humboldt, 1811              | wiewiórka rudoogonowa    | 32 podgatunki      | Kostaryka, Panama, zachodnia i środkowa Kolumbia, Ekwador, zachodnia i północna Wenezuela (wraz z wyspą Margarita) oraz Trynidad i Tobago; zakres wysokości: 0–3000 m n.p.m.                                                       | DC: 20–28 cm DO: 14–28 cm MC: 212–520 g       | LC          |
| Leptosciurus   |         | Sciurus pucheranii    | (Fitzinger, 1867)               | wiewiórka andyjska       | 3 podgatunki       | endemit Kolumbii: wszystkie trzy Andyjskie obszary; zakres wysokości: 2200–3500 m n.p.m. | DC: 14–18,4 cm DO: 11,9–16 cm MC: 100–146 g   | DD          |
| Hadrosciurus   |         | Sciurus ignitus       | (J.E. Gray, 1867)               | wiewiórka boliwijska     | 5 podgatunków      | na wschód od Andów w Peru, Boliwii, północno-zachodniej Argentynie i południowo-zachodniej Brazylii; zakres wysokości: 600–2700 m n.p.m.                                                                                           | DC: 14–22 cm DO: 15–23 cm MC: 183–242 g       | LC          |
| Hadrosciurus   |         | Sciurus pyrrhinus     | O. Thomas, 1898                 | wiewiórka junińska       | gatunek monotypowy | endemit Peru: wschodnie zbocza Andów; być może Ekwador i Boliwia; zakres wysokości: 600–2500 m n.p.m. | DC: 24–25 cm DO: 21–25 cm MC: brak danych     | DD          |
| Hadrosciurus   |         | Sciurus igniventris   | J.A. Wagner, 1842               | wiewiórka ognistobrzucha | 2 podgatunki       | wschodnia Kolumbia, południowa Wnezuela i zachodnia Brazylia na południe do wschodniego Ekwadoru i północno-wschodniego Peru; prawdopodobnie skrajnie południowo-zachodnia Gujana                                                  | DC: 24–30 cm DO: 24–31 cm MC: 500–900 g       | LC          |
| Hadrosciurus   |         | Sciurus spadiceus     | I. von Olfers, 1818             | wiewiórka amazońska      | 3 podgatunki       | na wschód od ANdów w południowej Kolumbii, wschodnim Ekwadorze, wschodnim Peru, Boliwii i zachodniej Brazylii; granice zasięgu bardzo słabo poznane                                                                                | DC: 24–29 cm DO: 23–34 cm MC: 570–660 g       | LC          |
| Guerlinguetus  |         | Sciurus aestuans      | Linnaeus, 1766                  | wiewiórka brazylijska    | gatunek monotypowy | południowo-wschodnia Kolumbia, Wenezuela, region Gujana, Peru oraz Brazylia | DC: 15,5–18,6 cm DO: 16,3–25 cm MC: 150–380 g | LC          |
| Guerlinguetus  |         | Sciurus brasiliensis  | J.F. Gmelin, 1788               |                          | gatunek monotypowy | Brazylia, Paragwaj i Argentyna | DC: 16–18,6 cm DO: 16,3–25 cm MC: 160–380 g   | NE          |
| Simosciurus    |         | Sciurus nebouxii      | I. Geoffroy Saint-Hilaire, 1855 |                          | gatunek monotypowy | Ekwador i skrajnie północno-zachodnie Peru; introdukowany w mieście Lima (Peru) | DC: 28–32 cm DO: 25–33 cm MC: 460–495 g       | NE          |
| Simosciurus    |         | Sciurus stramineus    | Eydoux & Souleyet, 1841         | wiewiórka rudawa         | gatunek monotypowy | endemit Ekwadoru: obszary wybrzeża | DC: 28–32 cm DO: 25–33 cm MC: 460–495 g       | LC          |

Kategorie IUCN:  LC  – gatunek najmniejszej troski,  NT  – gatunek bliski zagrożenia,  DD  – gatunki o nieokreślonym stopniu zagrożenia;  NE  – gatunki niepoddane jeszcze ocenie.
Opisano również gatunki wymarłe:
- Sciurus lii Qiu Zhuding & Yan Cuiling, 2005[52] (Azja; miocen)
- Sciurus magistri (Van den Hoek Ostende & Reumer, 2011)[53] (Europa; plejstocen)
- Sciurus maltei Dahlmann, 2001[54] (Europa; pliocen)
- Sciurus olsoni Emry, Korth & Bell, 2005[55] (Ameryka Północna; miocen)
- Sciurus warthae Sulimski, 1964[56] (Europa; pliocen).
- Sciurus whitei Hinton, 1914[57] (Europa; plejstocen).